# 땡벌

## 리메이크
〈땡벌〉은 나훈아가 1987년에 발표한 노래이다. 강진이 2000년에 발표한 음반 Melodious에 리메이크하여 수록하였으며, 2006년 영화 ⟪비열한 거리⟫에서 주연인 조인성이 이 곡을 부르는 장면이 등장한다.

## 역사
이 곡은 나훈아가 작사, 작곡하여 1987년에 발표한 노래이며, 제목인 땡벌은 땅벌의 강원도 방언이다.  희자매 출신의 가수이자 강진의 아내인 김효선은 강진이 이 곡을 부르는 것을 듣고 나훈아의 매니저에게 곡 사용을 부탁하였고, 나훈아의 승낙을 받아 강진은 2000년에 이 곡을 리메이크하여 발표하였다.
2006년에 개봉한 영화 ⟪비열한 거리⟫에서 조인성이 이 곡을 불러 인지도가 상승하였고, KBS2의 음악 프로그램 ⟪뮤직뱅크⟫에서 1위를 차지하였다. 강진은 2015년 2월 28일에 방영된 ⟪휴먼다큐 사람이 좋다⟫에서 "항상 조인성에게 감사하고 있고 또 고맙다. 우리 멋진 배우 조인성이 '땡벌'을 불러줬기 때문에 내가 불렀을 때보다 젊은이들에게 호응을 얻어 큰 사랑을 받은 것 같다"라고 소감을 밝혔다.
2006년 KBS2에서 방영된 드라마 《소문난 칠공주》에서도 극중 노주현과 이승기가 이 노래를 부르는 장면이 등장한다. 강진은 2006년 12월 28일 63빌딩 별관에서 열린 《소문난 칠공주》의 종방 기념 파티에 참석하여 이 노래를 불렀다.